# 271P/van Houten-Lemmon
271P/van Houten-Lemmon est une comète périodique du système solaire, découverte sous la forme d'un objet brumeux entre le 24 septembre 1960 et le 26 octobre 1960 par Cornelis Johannes van Houten et Ingrid van Houten-Groeneveld. 
Initialement désignée 1961 X (ancien style de désignation), elle fut ensuite considérée comme perdue et désignée D/1960 S1 (van Houten) (nouveau style de désignation de 1995). Elle fut redécouverte par le Mount Lemmon Survey le 17 septembre 2012 et reçut alors la désignation P/2012 TB36 (Lemmon). D/1960 S1 et P/2012 TB36 furent identifiés en 2014 comme étant la même comète et cette dernière reçut alors sa désignation permanente 271P/van Houten-Lemmon.